# 世界の自動車
世界の自動車（せかいのじどうしゃ）は、1970年代二玄社が『カーグラフィックライブラリー』として出版した自動車メーカー/ブランドについての全集。何回かの配本による全60巻刊行が予定されていた模様であるが、予定されていながら刊行されなかったものも少なくない（例・1980年代初頭に第1巻「BMW/グラースなど」が刊行予定とされていたが、最終的に刊行されなかった模様）。

## 概要
A5判、約100～130ページの薄い冊子に、メーカー/ブランドの誕生から出版当時の時点までの歴史を豊富な図版や写真（全て白黒）と、技術や人物の緻密な記述で後づけたもので、編集委員は小林彰太郎、高島鎮雄、五十嵐平達が務めた。
自動車とそれに関わった人物の歴史について詳細に書かれた、当時にほとんど例のない意欲的な企画で、2006年現在、一部の大型書店で入手が可能なものも存在する。
以下、刊行済みとされたものについて記述する。
- 第2巻：メルセデス・ベンツ 戦前（高島鎮雄：編著）
- 第3巻：メルセデス・ベンツ 戦後（高島鎮雄：編）
- 第4巻：オペル/ドイツ・フォード（青山順：編著）
- 第5巻：ポルシェ（小林彰太郎：編著）
- 第8巻：シトローエン（大川悠：編著）
- 第9巻：パナール/プジョー（高島鎮雄：編著）
- 第10巻：ルノー（高島鎮雄：編著）
- 第11巻：シムカ/マートラ/アルピーヌ その他（大川悠：編著）
- 第12巻：アストンマーティン/アルヴィス/インヴィクタ（小林彰太郎：編著）
- 第15巻：クーパー/ローラ/エルヴァ（神田重巳：編著）
- 第17巻：ロータス（神田重巳：編著）
- 第18巻：MG（小林彰太郎：編著）
- 第20巻：ライレー/E.R.A./リー・フランシス（小林彰太郎：編著）
- 第21巻：ロールス・ロイス 戦前（小林彰太郎：編著）
- 第22巻：ロールス・ロイス 戦後 /ベントレー（高島鎮雄：編著）
- 第25巻：ヴォクスホール/イギリス・フォード（高島鎮雄・青山順：編著）
- 第26巻：アルファロメオ（高島鎮雄：編著）
- 第27巻：フェラーリ（現物未確認）
- 第28巻：フィアット（高島鎮雄：編著）
- 第30巻：マセラーティ/ランボルギーニ/イゾ/デ・トマゾ（高島鎮雄：編著）
- 第33巻：トヨタ（五十嵐平達：編著）
- 第35巻：戦後の日本車-1（マツダ/プリンス/ホンダ/ダイハツ/日野 他）（青山順：編著）
- 第36巻：戦後の日本車-2（スズキ/三菱/いすゞ/スバル 他）（青山順：編著）
- 第44巻：フォード-1（五十嵐平達：編著）
- 第45巻：フォード-2/マーキュリー（五十嵐平達：編著）
- 第47巻：リンカーン（五十嵐平達：編著）

## SUPER CGとの関連
二玄社が1989年5月に創刊した季刊SUPER CGの第3号（CG11月号別冊、1989年11月発行）では編集長（当時）の高島鎮雄が、同誌を「諸般の事情で中断したままになっている"世界の自動車"シリーズの補填」 であると記載している。しかし、同誌も発行回数の変更、長期休刊や編集内容の変遷を経て2007年6月発行の第50号をもって廃刊している。